# José Peláez Velarde-Álvarez
José Manuel Peláez Velarde-Álvarez (Lima, 25 de febrero de 1988) es un actor, locutor, celebridad de internet, maratonista y presentador de televisión hispano-peruano. Reconocido por haber protagonizado la película Mañana te cuento 2 (2008) y ser el conductor del programa concurso culinario El gran chef famosos.

## Biografía
En 2004, luego de tres años de formar parte de Iñigo Acting Group, es llamado por Gustavo Sánchez (conocido productor peruano) para actuar en la película Mañana te cuento, al año siguiente, la cual protagonizó junto con Bruno Ascenzo, Jason Day y Óscar Beltrán.
Después se fue a la ciudad de Oviedo para comenzar sus estudios en la escuela de negocios como administrador de empresas. Mientras estuvo en España, recibió una beca Erasmus para estudiar en la Universidad de Maastricht en la provincia de Limburgo en los Países Bajos.
Antes de dirigirse a Maastricht, en el año 2008, recibió otra llamada para un trabajo como actor en la secuela Mañana te cuento 2, con el mismo rol. Como actor, participó brevemente en las cintas Aj zombies!, en 2017, y Papá × tres, dos años más tarde. 
En el año 2015, inicia su carrera como locutor de radio en Studio 92 junto con Joanna Boloña en el programa El tamaño sí importa. Tuvo una breve aparición en Los reyes del playback, como sustituto de la concursante Boloña.
En 2017, José Peláez participa en la miniserie web Con mi novio no te metas, apareciendo únicamente en un episodio, con el personaje de Lucho.
Debido a su trayectoria, ha podido entrevistar a figuras de Hollywood, ha sido embajador de marcas internacionales y en 2022 tiene un podcast para la plataforma peruana AudioPlayer llamado Gacelas podcast.
Al año siguiente, Peláez asume la conducción del programa concurso culinario El gran chef famosos, para el canal Latina Televisión, por ocho temporadas consecutivas, cuya sinopsis es de competencias entre las celebridades de la farándula peruana recién iniciados en la cocina.

### Vida privada
José Peláez contrajo matrimonio por religioso con Alejandra de la Flor, consultora de profesión, en abril de 2024.
En julio de 2024, Peláez anuncia que se convirtió en padre por primera vez.

## Otras actividades
Peláez se dedica a las maratones desde 2019. Participó en los eventos de Lima, Miami, Berlín y Chicago.

## Trayectoria en los medios

### Filmografía
- 2005: Mañana te cuento
- 2008: Mañana te cuento 2
- 2015: Como en el cine
- 2017: Con mi novio no te metas
- 2019: Aj zombies!
- 2019: Papá × tres

### Presentador de televisión
- 2016: A dónde! (AlacocinaTV), temp. 1-2
- Desde 2023: El gran chef famosos (Latina Televisión), temp. 1-11

### Radio
- 2015: El tamaño sí importa (junto con Joanna Boloña)

### YouTube
- 2022: Gacelas podcast, temp. 1-2[13]

## Premios y nominaciones
| Año  | Premio        | Categoría        | Nominación a         | Resultado | Ref.   |
| ---- | ------------- | ---------------- | -------------------- | --------- | ------ |
| 2024 | Premios Luces | Mejor conducción | El gran chef famosos | Ganador   | [ 14 ] |